# Jesús Bueno
Jesús Bueno (* 15. April 1999 in Barquisimeto) ist ein venezolanischer Fußballspieler.

## Karriere
In der Jugend spielt er schon für Deportivo Lara und lief hier auch später für die erste Mannschaft auf. Im Juli 2021 wechselte er in die USA, zum MLS-Franchise Philadelphia Union, wo er auch für die zweite Mannschaft in der MLS Next Pro zum Einsatz kommt. Sein Debüt in der MLS hatte er am 3. Oktober 2021 bei einem 3:0-Sieg über Columbus Crew, wo er in der 90.+1. Minute für Alejandro Bedoya eingewechselt wurde.